# Condado de Bolonha

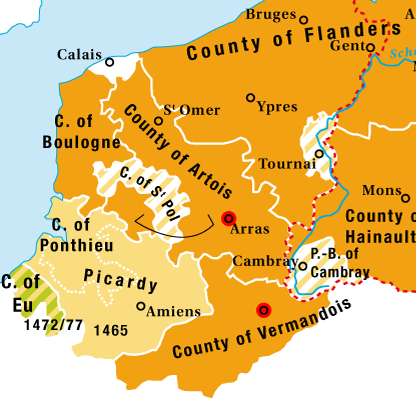
Condado de
Bolonha em 1465–1477

O Condado de Bolonha (em francês: Comté de Boulogne; {{langx|nl|Graafschap Bonen ou Beunen) foi uma região histórica semi-independente dos Frância ocidental e posteriormente da França. O seu território consistia em parte do actual departamento francês de Nord (na Flandres francesa), e por isso mantém ainda uma minoria de falantes de flamengo.
Em 1235-1253, o rei D. Afonso III de Portugal foi conde jure uxoris deste domínio devido ao seu casamento com Matilde II de Bolonha, e por isso recebeu o cognome de o Bolonhês.

## História
Durante o domínio romano, o território que depois se chamaria Bonônia (ou Bolônia tal como a cidade italiana) pertencia à província romana da Gália Belga e provavelmente seria o "Porto Ítio" (Portus Itius), a partir do qual Júlio César partiu para a conquista das ilhas Britânicas. Era habitado por tribos celtas até que eventualmente os germanos substituíram-nos e sacudiram o jugo romano.
A cidade de Bolonha-sobre-o-Mar tornou-se na sede do condado de Bolonha no século IX. Não se sabe exactamente quem foi o primeiro conde de Bolonha, provavelmente devido às incursões dos viquingues: uma vez que este território se situava à beira-mar, no extremo do canal da Mancha, a sua capital era frequentemente pilhada e incendiada. Várias personalidades históricas foram chamadas de conde mas o primeiro titular confirmado só surge no século XI.
Bolonha tornar-se-ia influente na história da Inglaterra quando Eustácio III acompanhou Guilherme o Conquistador na sua conquista normanda de 1066. Este mesmo conde participaria na Primeira Cruzada, e os seus irmãos mais novos teriam um papel destacado na história dos estados cruzados no Levante: Godofredo de Bulhão tornou-se no quase lendário Protector do Santo Sepulcro e Balduíno I de Jerusalém foi o primeiro conde de Edessa e rei de Jerusalém.
Em 1214, o conde Reinaldo de Dammartin aderiu ao exército do Sacro Império Romano-Germânico, na batalha de Bouvines, que foi derrotado por Filipe II de França. Em 1223 o condado passaria para o controlo nominal do rei da França, que casou o seu filho Filipe Hurepel com Matilde II de Bolonha.
Ao enviuvar de Hurepel em 1235, Matilde casou-se com o infante Afonso, irmão do rei D. Sancho II de Portugal. Este repudiá-la-ia para aceder ao trono português e, quando Matilde morreu, Bolonha passou para a sua sobrinha Adelaide de Brabante, casada com Guilherme X, conde de Auvérnia.
Durante a Guerra dos Cem Anos, Bolonha seria frequentemente atacada. Finalmente, em 1477 Bertrando VI de La Tour cedeu o condado a Luís XI de França. O território ficaria assim definitivamente incorporado ao Reino da França, com a excepção do breve período de domínio por Henrique VIII da Inglaterra.

## Lista de condes de Bolonha

### Primeiros condes
- ?-?: Hernequin
- ?-?: Odakar V ou Odokar o Grande
- ?-?: Inglebert I
- ?-?: Odakar VI
- ?-?: Arnoul II
- c.853-859: Engischalk
- 886-896: Erchenger

### Casa da Flandres
- 896-918: Balduíno I, também conde da Flandres
- 918-935: Adalolfo, segundo filho do anterior
- 935-964: Arnulfo I, irmão mais velho do anterior, também conde da Flandres
- 964-971: Arnulfo II, filho de Adalolfo
- 971-990: Arnulfo III, filho do anterior
- 990-1033: Balduíno II, filho do anterior

### Casa de Bolonha
- 1033-1049: Eustácio I, filho do anterior
- 1049-1088: Eustácio II, filho do anterior
- 1088-1125: Eustácio III, filho do anterior
- 1125-1151: Matilde I, filha do anterior, casada com Estêvão de Inglaterra, também conde de Blois e Mortain, duque da Normandia e rei da Inglaterra

### Casa de Blois
- 1151-1153: Eustácio IV, filho da anterior, também conde de Mortain
- 1153-1159: Guilherme I, filho do anterior, também conde de Mortain e conde de Surrey
- 1159-1170: Maria I, filha do anterior, casada com Mateus da Alsácia em 1160

### Casa da Alsácia
- 1170–1173: Matias I, esposo da anterior
- 1173–1216: Ida, filha do anterior, casada com:
  - 1181–1182: Gerardo de Geldre
  - 1183–1186: Bertoldo, duque de Zähringen
  - 1190–1216: Reinaldo de Dammartin

### Casa de Dammartin
- 1216-1260: Matilde II, filha da anterior, também rainha consorte de Portugal, condessa de Mortain, Aumale e Dammartin, casada com:
  - 1223-1235: Filipe Hurepel, conde de Clermont-en-Beauvaisis
  - 1235-1253: Afonso III de Portugal, rei de Portugal

### Casa de Auvérnia
Aquando da morte de Matilde II, o condado de Bolonha foi reivindicado por vários pretendentes:
- Adelaide de Brabante, filha de Henrique I de Brabante com Matilde de Bolonha, segunda filha de Mateus da Alsácia com Maria de Blois
- Henrique III de Brabante, sobrinho da anterior, filho de Henrique II de Brabante e neto de Henrique I de Brabante com Matilde de Bolonha
- Joana de Dammartin, condessa de Aumale, sobrinha de Reinaldo de Dammartin
- Luís IX de França, rei de França e sobrinho de Filipe Hurepel

O parlamento de Paris acabaria por decidir a favor de Adelaide de Brabante
- 1253-1260: Damião de Auvérnia, conde de Auvérnia
- 1260-1261: Adelaide de Brabante, prima do anterior, casada com o conde Guilherme X de Auvérnia
- 1261-1277: Roberto V de Auvérnia, filho da anterior
- 1277-1280: Guilherme XI de Auvérnia, filho do anterior
- 1277-1314: Roberto VI de Auvérnia, filho do anterior
- 1314-1325: Roberto VII de Auvérnia, filho do anterior
- 1325-1332: Guilherme XII de Auvérnia, filho do anterior
- 1332-1360: Joana I de Auvérnia, filha do anterior, casada com:
  - 1338-1346: Filipe da Borgonha, filho de Odo IV, Duque da Borgonha com Joana III, Condessa da Borgonha
  - 1350-1360: João II de França, rei de França

### Casa da Borgonha
- 1360-1361: Filipe de Rouvres, filho da anterior, também duque da Borgonha, conde de Auvérnia, Artois e Borgonha

### Casa de Auvérnia
- 1361-1386: João I de Auvérnia, tio-avô do anterior, filho de Roberto VII de Auvérnia
- 1386-1404: João II de Auvérnia, filho do anterior
- 1404-1424: Joana II de Auvérnia, filha do anterior, casada com:
  - 1404-1416: João I de Berry, duque de Berry, filho de João II de França
  - 1416-1424: Jorge de Tremoille, conde de Guînes
- 1424-1437: Maria II de Auvérnia, prima da anterior, neta de Roberto VII de Auvérnia

### Casa de La Tour de Auvérnia
- 1437-1461: Bertrando V de La Tour, filho da anterior
- 1461-1477: Bertrando VI de La Tour, filho do anterior

En 1477, Bertrando VI concordou em ceder Bolonha ao rei Luís XI de França, em troca do Lauragais, território a sudeste de Tolosa. O condado foi assim integrado nos domínios reais da coroa francesa.